# Trissexodontidae
Trissexodontidae zijn een familie van weekdieren uit de klasse van de Gastropoda (slakken).
In Nederland is de Iberische ribloofslak (Oestophora barbula) de enige vertegenwoordiger uit deze familie.